# Sarcophaga bodenheimeri
Sarcophaga bodenheimeri är en tvåvingeart som beskrevs av Andy Z. Lehrer 2001. Sarcophaga bodenheimeri ingår i släktet Sarcophaga och familjen köttflugor.
Artens utbredningsområde är Afghanistan. Inga underarter finns listade i Catalogue of Life.